# Valentina Maslovska
Valentina Maslovska   (Odessa, 30 de gener de 1937 - Palafrugell, 21 de maig de 2023), de casada Bolxova, fou una atleta ucraïnesa, especialista en curses de velocitat i de tanques, que va competir sota bandera soviètica durant les dècades de 1950 i 1960.
En el seu palmarès destaquen dues medalles en els 4x100 metres al Campionat d'Europa d'atletisme, d'or el 1958, formant equip amb Vera Krepkina, Nina Polyakova i Linda Kepp, i de bronze el 1966, formant equip amb Vera Popkova, Lyudmila Samotyosova i Renate Laze. El 1967 guanyà dues medalles d'or al Campionat d'Europa en pista coberta. A nivell nacional va ser campiona de l'URSS dels 100 metres tanques de 1965 a 1967 i dels 60 metres en pista coberta el 1967.
El 1960 va prendre part en els Jocs Olímpics d'Estiu de Roma, on va disputar dues proves del programa d'atletisme. Fou quarta en la prova del 4x100 metres, mentre en els 200 metres quedà eliminada en semifinals.
Va establir el rècord mundial en el relleu de 4x200 metres el 14 de juliol de 1963 i va millorar dues vegades els rècords de l'URSS del relleu de 4x100 metres.

## Millors marques
- 100 metres. 11.6" (1960)
- 200 metres. 23.8" (1962)
- 80 metres tanques. 10.8 (1960)[3]